# Venla Luukkonen
Venla Luukkonen (nascida em 2 de março de 1984) é uma lutadora finlandesa de grappling de submissão e competidora e instrutora de jiu-jitsu brasileiro. Em 2014, tornou-se a primeira mulher finlandesa a conquistar a faixa-preta e a primeira finlandesa a vencer o Campeonato Mundial de Jiu-Jitsu no nível faixa-preta. Desde 2014, além de vencer vários torneios importantes, Luukkonen chegou à final do campeonato mundial mais três vezes, conquistando o ouro novamente em 2018.

## Início da vida
Venla Orvokki Luukkonen nasceu em 2 de março de 1984 em Espoo, Finlândia. Quando tinha um ano, sua família mudou-se para Kuopio, em Savônia do Norte. Após o ensino médio, começou a treinar Capoeira e, em seguida, jiu-jitsu brasileiro em 2008, no Jyväskylän Fight Club (internacionalmente conhecido como Hilti BJJ Jyväskylä), enquanto cursava um doutorado em educação. Ela recebeu sua faixa-azul de Kimmo Rautiainen em 2009 e conquistou a prata no Campeonato Mundial da IBJJF de 2010. Após receber sua faixa-roxa de Sauli Heilimö, conquistou o bronze no Campeonato Mundial de 2011 e a prata nas Seletivas Europeias do Campeonato Mundial de ADCC de 2011. No ano seguinte, Luukkonen venceu o ouro no Campeonato Europeu de 2012. Luukkonen recebeu sua faixa-marrom de Marko Leisten em 2012, tornando-se campeã mundial pela primeira vez em 2013 e conquistando a prata novamente nas Seletivas Europeias do ADCC de 2013. Em 2014, ela conquistou ouro duplo ao vencer tanto a divisão peso-pesado quanto a absoluto no Campeonato Europeu.

## Carreira como faixa-preta
Luukkonen recebeu sua faixa-preta do ex-campeão mundial Pedro Duarte em 22 de fevereiro de 2014, tornando-se a primeira mulher finlandesa a alcançar esse grau. Em 2014, ela venceu o Campeonato Mundial de Jiu-Jitsu após finalizar Andrea McComb Pereira com um chave de braço na final. Ela se tornou a primeira finlandesa a vencer um campeonato mundial no nível faixa-preta.
Em 2015, Luukkonen conquistou ouro no  Campeonato Europeu No-Gi em duas categorias, super-pesado e absoluto, além de conquistar prata no Campeonato Europeu e bronze no Campeonato Mundial, competindo pela equipe Hilti BJJ Jyväskylä. Em 2016 e 2017, Luukkonen chegou às finais do Campeonato Mundial e do Campeonato Europeu, conquistando prata em ambos os anos. Voltando ao sem quimono, ela conquistou bronze nas Seletivas Europeias do ADCC de 2017 na divisão acima de 60 kg (132 lb). Ela foi convidada para competir no Campeonato Mundial de ADCC de 2017, realizado na Finlândia naquele ano.
Luukkonen tornou-se campeã mundial pela segunda vez em 2018, após sua adversária na final, Tayane Porfírio, ser desclassificada pela USADA (Agência Antidopagem dos Estados Unidos) por testar positivo para nandrolona, uma substância proibida. Em julho de 2018, competindo em grappling de submissão no Polaris 7, Luukkonen venceu uma luta sem quimono contra Samantha Cook por decisão dividida dos juízes.
Além do Swedish Open, que ela venceu em 2018, Luukkonen conquistou prata no European Open de 2018. Luukkonen treina na Finlândia e na Suécia, representando a Hilti Akademi Nord, onde é uma das principais instrutoras. Em 2019, ela conquistou prata no Campeonato Mundial após enfrentar Claudia do Val na final. Em 2019 e 2020, ela conquistou bronze no European Open. Em janeiro de 2022, Luukkonen venceu o ADCC Sweden Tournament 8, realizado em Eskilstuna, Suécia, e, no mesmo ano, competindo pela Grapplingverkstan Örebro IF, tornou-se campeã sueca ao vencer o SBJJF BJJ 2022 em setembro.

## Vida pessoal
Luukkonen é casada com a também faixa-preta Hanna Hirvonen. Juntas, elas fundaram e administram a Grappling Verkstan, uma academia de jiu-jitsu brasileiro e grappling de submissão, criada em 2022, como parte da Hilti BJJ, sediada em Örebro, Suécia.

## Resumo competitivo de jiu-jitsu brasileiro
Principais conquistas no nível faixa-preta:
- 2x Campeã Mundial da IBJJF (2018 / 2014)
- 2x Campeã Europeia Sem Quimono da IBJJF (2015[b])
- 2º lugar no Campeonato Europeu da IBJJF (2018 / 2017 / 2016 / 2015)
- 2º lugar no Campeonato Mundial da IBJJF (2019 / 2017 / 2016)
- 3º lugar no Campeonato Mundial da IBJJF (2015)
- 3º lugar no Campeonato Europeu da IBJJF (2020 / 2019)

Principais conquistas (faixas coloridas):
- Campeã Mundial da IBJJF (2013 faixa-marrom)
- 3x Campeã Europeia da IBJJF (2014[b] faixa-marrom, 2012 faixa-roxa)
- 2º lugar no Campeonato Mundial da IBJJF (2012 faixa-roxa, 2010 faixa-azul)
- 3º lugar no Campeonato Mundial da IBJJF (2011 faixa-roxa)